# Tantilla nigra
Tantilla nigra är en ormart som beskrevs av Boulenger 1914. Tantilla nigra ingår i släktet Tantilla och familjen snokar. Inga underarter finns listade i Catalogue of Life.
Denna orm förekommer i departementet Chocó i västra Colombia. Det är inte känt vilket habitat arten föredrar men det antas att den lever i fuktiga skogar. Troligtvis gömmer sig Tantilla nigra i lövskiktet som andra släktmedlemmar. Honor lägger antagligen ägg.
Kanske hotas beståndet av skogsröjningar. Populationens storlek är inte känd. IUCN kategoriserar arten globalt som otillräckligt studerad.